# الدوري النمساوي 1929–30
الدوري النمساوي الممتاز 1929–30 (بالألمانية: Österreichische Fußballmeisterschaft 1929/30)‏ هو الموسم 19 من بوندسليغا النمسا لكرة القدم. أشرف على تنظيمه اتحاد النمسا لكرة القدم، وكان عدد الأندية المشاركة فيه 11، وفاز فيه رابيد فيينا.